# Jesus Christ Superstar Live in Concert
Jesus Christ Superstar Live in Concert è un film televisivo diretto da David Leveaux e Alex Rudzinski, tratto dal musical di Andrew Lloyd Webber e Tim Rice Jesus Christ Superstar. Il film TV, un adattamento semi-scenico del musical, fu trasmesso dal vivo dalla NBC il 1 aprile 2018, con un cast che annoverava John Legend, Brandon Victor Dixon, Sara Bareilles ed Alice Cooper. Il film TV ottenne un grande successo critico e ottenne tredici candidature agli Emmy Award, vincendone cinque tra cui quello come miglior speciale di varietà (Outstanding Variety Special).

## Trama
Il musical ripercorre la settimana santa, dall'ingresso di Gesù a Gerusalemme durante la domenica delle palme fino alla crocifissione durante il venerdì. Il film TV, come il musical, si concentra sulla storia dal punto di vista di Giuda, concentrandosi sul suo conflitto interiore ed inevitabile tradimento. Allo stesso tempo, il musical si concentra anche sui sentimenti amorosi di Maria Maddalena nei confronti di Cristo.

## Distribuzione
Il 1 aprile 2018, la domenica di Pasqua, il film è stato trasmesso in diretta in anteprima nazionale sulla NBC.